# Equus caballus arcelini
Equus caballus arcelini és una subespècie extinta de cavall. És l'últim cavall que aparegué a l'Europa Occidental durant el Plistocè. És una de les subespècies que podrien haver estat descobertes a Solutré (França).